# Montagnes russes quadridimensionnelles

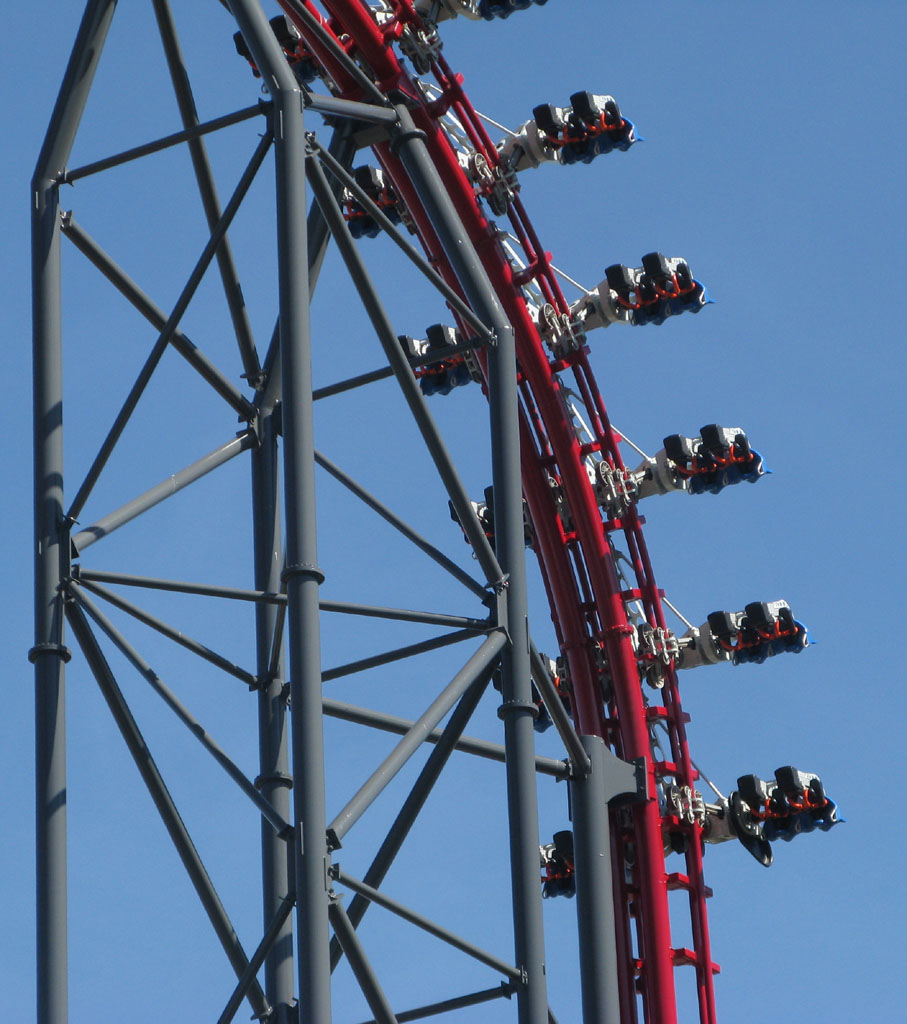
X (devenue X2), la première attraction « quadridimensionnelle ».

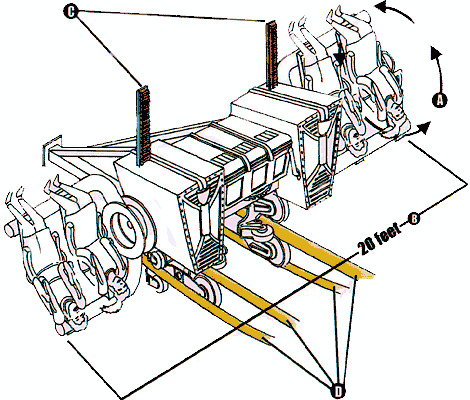
Dessin présentant un wagon type de montagnes russes quadridimensionnelles.

Les montagnes russes quadridimensionnelles sont un type de montagnes russes où les passagers sont placés de part et d’autre du rail dans des sièges qui peuvent tourner à 360° sur un axe transversal (comme une chaise à bascule).
Le nom « quadridimensionnel » (4e dimension) fut inventé pour souligner cet axe de rotation supplémentaire particulier. 

## Historique
La première attraction de ce type fut inaugurée en 2002 dans le parc Six Flags Magic Mountain sous le nom de X. En 2008, elle a subi des améliorations, dont l'ajout d'effets audios et pyrotechniques. Elle a alors pris le nom de X2.

## Constructeurs

### S&S Arrow
Arrow Dynamics est la première compagnie à avoir produit ce type de montagnes russes. Le parcours est composé de quatre rails. Deux pour le parcours normal et deux autres permettant de contrôler les rotations des sièges.
X, le premier prototype du genre, a coûté très cher à Six Flags et Arrow Dynamics, à cause des nombreuses difficultés techniques rencontrées (système de rotation des sièges, poids des trains…). En 2002, Six Flags poursuit Arrow Dynamics en justice : celle-ci se déclare en faillite ; elle sera rachetée par S&S Power, qui devient alors S&S Arrow (S&S - Sansei Technologies).
En 2006, un second circuit de montagnes russes de ce type ouvre à Fuji-Q Highland, au Japon sous le nom Eejanaika (qui signifie « N'est-ce pas fantastique ? »).

### Intamin

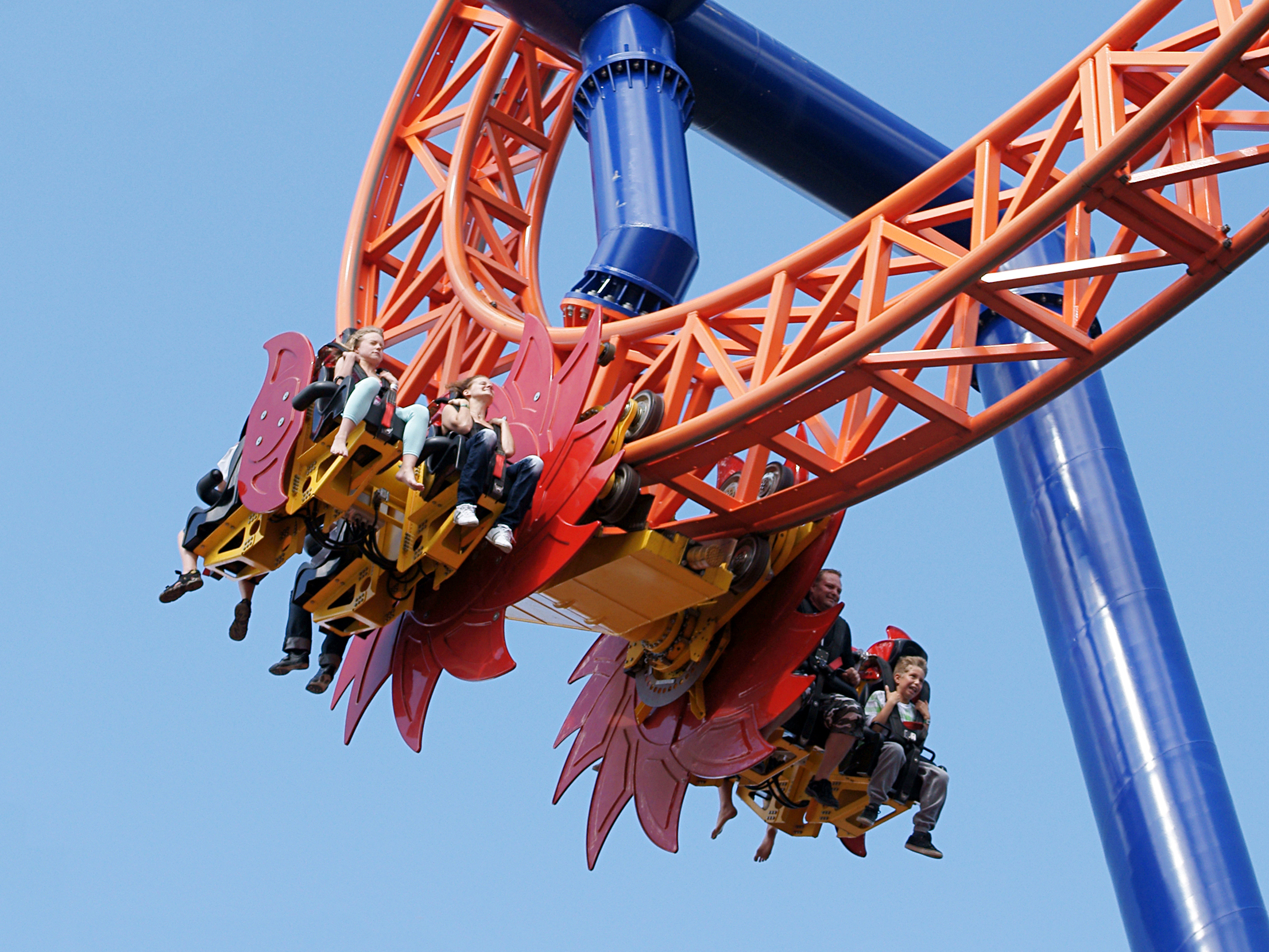
Les wagons de Kirnu.

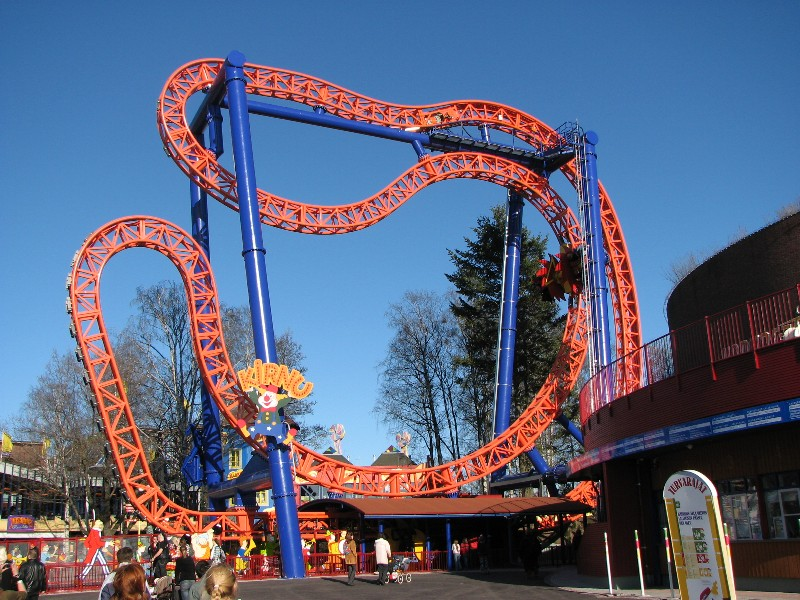
Kirnu à Linnanmäki.

Le Zac spin coaster d'Intamin a été développé plusieurs années après le premier 4th Dimension Coaster. Kirnu est ouvert en 2007 à Linnanmäki, en Finlande. Une des principales différences avec la version de S&S : la rotation des sièges y est complètement libre (non-contrôlée), ce qui produit une expérience différente à chaque tour.
Le second modèle de Intamin est situé à Terra Mítica, en Espagne sous le nom Inferno. Le tracé est la copie parfaite de Kirnu. Ce modèle de parcours est connu chez ce constructeur sous le nom ZacSpin.
Un troisième modèle est Insane, situé au parc suédois de Gröna Lund depuis 2009. Le parcours possède en outre une troisième boucle supplémentaire.

## Inversions
Il existe une controverse autour de ce type d'attraction ; certains considèrent les loopings des sièges comme de réelles inversions. Le livre Guinness des records a d'ailleurs nommé Eejanaika comme détenteur du record, avec 14 inversions. D’autres ne comptabilisent que les inversions du parcours. De ce point de vue, c'est l'attraction The Smiler à Alton Towers qui comptabilise 14 inversions aussi depuis 2013.

## Attractions de ce type
| Nom                         | Parc                      | Année | Pays       | Constructeur                              |
| --------------------------- | ------------------------- | ----- | ---------- | ----------------------------------------- |
| X2                          | Six Flags Magic Mountain  | 2002  | États-Unis | Arrow Dynamics (4th Dimension)            |
| Eejanaika                   | Fuji-Q Highland           | 2006  | Japon      | S&S - Sansei Technologies (4th Dimension) |
| Kirnu                       | Linnanmäki                | 2007  | Finlande   | Intamin (ZacSpin)                         |
| Inferno                     | Terra Mítica              | 2007  | Espagne    | Intamin (ZacSpin)                         |
| Insane                      | Gröna Lund                | 2009  | Suède      | Intamin (ZacSpin)                         |
| Green Lantern: First Flight | Six Flags Magic Mountain  | 2011  | États-Unis | Intamin (ZacSpin)                         |
| Dinoconda                   | China Dinosaurs Park      | 2012  | Chine      | S&S - Sansei Technologies (4th Dimension) |
| Batman: The Ride            | Six Flags Fiesta Texas    | 2015  | États-Unis | S&S - Sansei Technologies (4D Free Spin)  |
| The Joker                   | Six Flags Great Adventure | 2016  | États-Unis | S&S - Sansei Technologies (4D Free Spin)  |